# Kidin-Ḫutran III.
Kidin-Ḫutran III. (auch Kidin-Ḫutrudiš, diese Lesung ist in den akkadischen Schriftquellen belegt, Kidin-Ḫutran ist die Rekonstruktion der elamischen Lesung) war ein elamitischer König der Igiḫalkiden-Dynastie (etwa 1400–1210 v. Chr.) und eventuell deren letzter Herrscher.
Kidin-Ḫutran III. ist vor allem aus der babylonischen Chronik P (nach dem Assyriologen Theophilus Pinches benannt) bekannt, die sich heute im Britischen Museum (Inv. Nummer BM 92701) befindet und nach der er am Ende des 13. Jahrhunderts v. Chr. aktiv war. Seine Identität ist jedoch in der Forschung umstritten. Wegen der Datierung seiner aktiven Periode sollte er nicht mit Kidin-Ḫutran II. identisch sein, der früher anzusetzen ist. In jüngeren Publikationen geht man jedoch von einer Identität beider Personen aus. Daniel T. Potts sieht in einer 2015 erschienenen Publikation Kidin-Ḫutran II. und Kidin-Ḫutran III. als eine einzige Person. In der ersten Ausgabe des gleichen Buches diskutiert er noch drei Herrscher mit diesem Namen. Emrique Quintana bezeichnet in einem Artikel zu den Herrschern dieser Periode Kidin-Ḫutran III. als Geist.
Nach Chronik P zerstörte Kidin-Ḫutran die Stadt Der am Tigris und vernichtete damit auch Edimgalkallamma, den Haupttempel der Stadt. Daraufhin zog er nach Babylonien, eroberte Nippur, deportierte einige der Einwohner und schaffte es schließlich, den kassitischen König Enlil-nādin-šumi zu besiegen. Einige Jahre später, so erfährt man aus der babylonischen Chronik, besiegte er den kassitischen König Adad-šuma-iddina und griff die Städte Marad und Isin an.
Das Ende der Herrschaft von Kidin-Ḫutran III. ist nicht überliefert. Die Motivation und die Hintergründe zu seinen Feldzügen bleiben schleierhaft, vor allem in Hinblick auf die guten Beziehungen zwischen Elam und Babylonien unter den Vorgängern des Königs. Vielleicht gab aber die Absetzung des babylonischen Herrschers Kaštiliaš IV. durch den assyrischen Tukulti-Ninurta I. einen Anlass, in die Nachbarregion einzufallen. Die folgenden babylonischen Könige waren nur Vasallen der Assyrer unter Tukulti-Ninurta I. Es erscheint merkwürdig, dass dieser nicht in die Kämpfe eingriff, was wiederum andeuten mag, dass der assyrische Herrscher mit innenpolitischen Schwierigkeiten zu kämpfen hatte. Er wurde in der Tat kurz darauf ermordet.